# ジービー
『ジービー』（Gee Bee）は、ナムコ（後のバンダイナムコエンターテインメント）から1978年10月に発表されたアーケードゲーム。ゲームデザイナーは後に『パックマン』を手掛ける岩谷徹。ナムコが独自開発した初のビデオゲームである本作は、ブロック崩しゲームの一種でピンボールをモチーフに取り入れたところに特徴がある。題名の由来は「くまんばち」の英名から。
続編である『ボムビー』や『キューティQ』と合わせ、ジービー一家3部作と称された。本項では、これらの続編についても記述する。

## 内容
『ジービー』ではプレイヤーはダイアル式コントローラを用い、画面中央と下部に配置された2つのパドルを操作してボールを画面下部へ落とさないように反射させ、画面上に存在するブロックを壊すことを目的とする。
ブロックは画面上部に配置されるだけでなく左右にも配置されたほか、バンパーやロールオーバー、スピナーといったピンボール的な要素が加えられ、それまでのブロック崩しより大幅なアレンジがなされた。これらのフィーチャーの配置は人間の顔を模したデザインがイメージしたものとなっている。
画面は白黒タイプだが、周縁部に色セロファンが貼られており、疑似的にカラー化されている。

## 来歴
1976年7月、エレメカの開発などを行っていた石村繁一が、エレメカの電子回路化などのノウハウを積んだ後、CPUを利用したビデオゲームの開発を提案する。ナムコはこれを承認して数か月後にNECのミニコン「PDA-80」を購入し、ビデオゲーム開発のノウハウを研究し始める。
1978年3月、開発機器を用いてビデオゲーム開発を行うことが可能となったきた段階で、岩谷徹がピンボールの要素を採り入れたブロック崩しの企画を持ってきたため、石村が回路設計とプログラミングを担当し、完成させた。なお、岩谷が2021年1月に掲載されたアソビモットの記事の中で語ったところによると、ブロック崩しにピンボールの要素を取り込むというアイデアは、大杉章が考案したとされている。
1978年10月、発売した『ジービー』は8,000台を売り上げ、ナムコが本格的にビデオゲームへ参入する足がかりとなった。その一方、岩谷はアソビモットの記事の中で、初期の販売台数は伸びたものの、すぐに売り上げがガクっと落ちたと振り返っており、ゲームの内容を少し難しくし過ぎたとも話している。また、この件の反省として、『パックマン』では、プレイヤーの腕前に関係なく、誰でも楽しめるゲームを作るという方針が立てられた。

## ボムビー
『ボムビー』（BOMB BEE）は、1979年8月に発売された。『ジービー』のデザインを踏襲し、改良された続編である。画面がカラー化されたほか、バンパーやブロックのレイアウトに変更が加えられ、難易度も低下している。
『ボムビー』が『ジービー』と大きく異なるのは、画面上部中央にあるブロック（トップブロック）の下に隠された赤バンパーの存在である。この隠されたバンパーは画面上部中央のブロックをすべて破壊した際に初めて出現するもので、初期配置されている黄バンパー（10または100点）に比べ、1000点と得点が高く設定されている。
赤バンパーが出現した後、2つのパドルのうち画面下部のほうでボールを一定回数レシーブすると、赤バンパーが大爆発する画面エフェクトが起こり、トップブロック、およびその下部に横一列に並んでいる緑色のブロック（バリケードブロック）がすべて復活する。『ボムビー』のタイトルに「ボム」という名が冠されたのは、この赤バンパーの大爆発を表現したものである。

## キューティQ
『キューティQ』（CUTIE Q）は、1979年11月に発売された。『ジービー』の発展系として企画がスタートした続編である。タイトル名は、岩谷徹がクリーデンス・クリアウォーター・リバイバルが歌う「Suzie Q」からヒントを得てつけたものである。
画面上部中央に存在するオバケ「ミニモン」、画面上部左右へ配置されたカラフルな「レインボーブロック」の片側をすべて破壊した際に出現する「ウォークマン」などのキャラクタが追加されたほか、全体的なレイアウトが大幅に見直されている。
企画は横山茂が行い、それまで『ジービー』および『ボムビー』のゲームデザインをしていた岩谷徹はグラフィックデザインを担当した。岩谷はこのゲームのグラフィックデザインを通してキャラクタの持つ魅力がプレイヤーを引きつけることを学習し、後続タイトルとなる『パックマン』に生かすこととなった。

## 移植
| No. | タイトル                                                              | 発売日                                     | 対応機種        | 開発元    | 発売元          | メディア                | 型式                               | 備考                                                                       |
| --- | --------------------------------------------------------------------- | ------------------------------------------ | --------------- | --------- | --------------- | ----------------------- | ---------------------------------- | -------------------------------------------------------------------------- |
| 1   | ピンボール Pinball Spectacular                                        | 1982年                                     | VIC-1001 VIC-20 | HAL研究所 | コモドール      | ロムカセット            | VIC-1920                           | 『キューティQ』の移植                                                      |
| 2   | ナムコミュージアム Vol.2                                              | 1996年2月9日                               | PlayStation     | ナムコ    | ナムコ          | CD-ROM                  | SLPS-00210                         | アーケード版の移植 『ボムビー』と『キューティQ』（前者は隠しゲーム）を収録 |
| 3   | Namco Museum Remix みんなで遊ぼう!ナムコカーニバル Namco Museum Remix | 2007年10月23日 2007年12月6日 2008年4月18日 | Wii             | トーセ    | バンナム アタリ | Wii用12センチ光ディスク | RVL-RN2E-USA RVL-RNWJ-JPN RVL-RN2P | 『キューティQ』を収録                                                      |

ピンボール
『キューティQ』の移植。オリジナルとの違いは以下の通り。
- レインボーブロックは黄・赤・紫の3色6段で固定。
- ミニモンは最大3匹まで。
- EXTRAロールオーバーは片側のレインボーブロックを全て消すと出現し、全ての文字の色を変えるとセーフティゲートにボールを通さなくてもボールが増える。

コモドール64版はプレイフィールドが独自のデザインになっていて、ボムビーの亜流ゲームとなっている。
ナムコミュージアム Vol.2
1996年2月9日発売のPlayStation用ソフト。『ボムビー』と『キューティQ』（前者は隠しゲーム）を収録。ボリュームコントローラを同梱した限定ボックスも発売された。
みんなで遊ぼう!ナムコカーニバル
2007年12月6日発売のWii用ソフト。『キューティQ』を収録。Wiiリモコンのポインティングを用いたパドル移動も可能。
なお、ジービーは、これまでに隠しゲームを含めて家庭用ゲーム機への移植は一切行われていない。